# 벽오동 심은 뜻은
"벽오동 심은 뜻은"는 1964년 공개된 대한민국의 영화이다.

## 배역
- 최은희
- 신영균
- 도금봉
- 허장강
- 박암
- 이예춘
- 최남현